# Steinerbach (Schwarzach)
Der Steinerbach, auch Steiniges Bachl oder im Oberlauf Larissn Bachl, ist ein Bach in der Gemeinde St. Jakob in Defereggen (Bezirk Lienz). Der Bach entspringt an der Südseite des Panargenkamms und mündet an der Grenze der Fraktionen Oberrotte und Unterrotte in die Schwarzach.

## Verlauf
Der Steinerbach entspringt an der Südseite des Panargenkamms im Bereich der Waldgrenze unterhalb des Weißen Beils sowie westlich der Flur Oberebochschupfe. Er fließt im Wesentlichen in südlicher Richtung talwärts und durchquert im Ober- und Mittellauf die bewaldeten, sonnenseitigen Abhänge. Nach der Unterquerung eines Forstweges passiert er die zwischen den Einzelsiedlungen Ede und Maik verlaufende Straße, passiert danach westseitig den Einzelhof Steingarten und fließt danach zwischen den Hofstellen Bärs/Unterstein (Oberrotte) und Hurlacker (Unterrotte) hindurch. Nach der Unterquerung der Defereggentalstraße mündet der Steinerbach von links in die Schwarzach.